# 格付投資情報センター
株式会社格付投資情報センター（かくづけとうしじょうほうセンター、英語: Rating & Investment Information, Inc.、略称：R&I）は、日本国内における主要な格付会社の一社。信用格付事業を中心に、年金運用のコンサルティング事業や年金・ファンドに関する情報提供事業などを行っている。
2014年12月末現在、株式会社日本経済新聞社が同社の議決権の64.5%（間接保有も含む）を所有しており、同社の連結子会社かつ特定子会社である。

## 主な事業
- 格付業務（債券等の有価証券及び借入金、保険債務の履行能力の評価）
- 企業の各種年金資産及びその他資産の運用成果を分析評価する業務、ならびに、コンサルティング業務
- 財務・信用度を分析・評価する業務及びコンサルティング業務
- 資本・金融市場及び企業動向に関する調査・研究
- 上記事業に関連する情報サービス業務及び出版物の刊行

## 歴史
- 1975年3月 - 日本経済新聞社が社内に公社債研究会を設置
- 1985年4月 - 日本公社債研究所として独立
- 1998年4月 - 1985年に設立された日本インベスターズサービスと経営統合。社名を日本格付投資情報センターに変更
- 2000年8月 - 現社名に変更
- 2010年9月 - 金融庁に信用格付業者として登録